# 1928 au Yukon
Chronologie du Yukon
- 1924
- 1925
- 1926
- 1927
- 1928
- 1929
- 1930
- 1931
- 1932

Cette page concerne des événements d'actualité qui se sont produits durant l'année 1928 dans le territoire canadien du Yukon.

## Politique
- Commissaire de l'or : George A. Jeckell (jusqu'au 1er avril) puis George Ian MacLean (en)
- Législature : 7e puis 8e

## Événements
- 16 juillet : Douzième élection générale yukonnaise (en).

## Naissances
- 17 février : Hubert Patrick O'Connor, évêque du diocèse de Whitehorse († 24 juillet 2007)
- 8 octobre : Frank Fingland (en), commissaire du Yukon († 27 janvier 2025)